# Bahnhof Landsberg (Lech)
Der Bahnhof Landsberg (Lech) ist eine von zwei Stationen in der Großen Kreisstadt Landsberg am Lech in Oberbayern. Neben dem Bahnhof existiert im Stadtgebiet auch der Haltepunkt Landsberg (L) Schule. Im Bahnhof Landsberg geht die Strecke aus Kaufering in die nach Schongau über. Der Bahnhof hat zwei Gleise an einem Haus- und einem Zwischen-Bahnsteig.
Der Bahnhof Landsberg wurde 1872 durch die Königlich Bayerischen Staatseisenbahnen als Endbahnhof der Strecke von Kaufering eröffnet. Mit Eröffnung der Strecke nach Schongau 1886 wurde er zum Durchgangsbahnhof. Um 2000 wurde das Bahngelände modernisiert und dabei ein Großteil der Gleisanlagen zurückgebaut. Der Bahnhof wurde 2007 von der Allianz pro Schiene zusammen mit dem Berliner Hauptbahnhof als Bahnhof des Jahres ausgezeichnet.

## Lage
Der Bahnhof liegt südwestlich der Innenstadt, dem historischen Landsberger Stadtkern, auf dem gegenüberliegenden Ufer des Lechs. In Richtung Innenstadt wird das Bahnhofsareal vom Bahnhofsplatz begrenzt, auf dem sich auch der Busbahnhof befindet. Im Süden überquert die Katharinenstraße mit einem Bahnübergang die südliche Ausfahrt des Bahnhofs. Diese stellt gleichzeitig eine direkte Verbindung zur Innenstadt her. Westlich werden die Bahnhofsanlagen von Wohn- und Gewerbegebieten an der Spöttinger Straße begrenzt. Das Empfangsgebäude steht im Osten der Gleisanlagen und hat die Adresse Bahnhofstraße 17.
Der Bahnhof Landsberg ist ein Durchgangsbahnhof, in den jedoch organisatorisch zwei verschiedene Strecken führen. Die Strecke von Kaufering ist eine eingleisige Nebenbahn (VzG-Nummer 5364), die planmäßig im Regionalverkehr bedient wird. Sie wird im Kursbuch der Deutschen Bahn unter der Kursbuchstreckennummer 986 geführt. Die Fuchstalbahn von Landsberg nach Schongau (VzG-Nummer 5365) ist eine ebenfalls eingleisige Nebenbahn, die planmäßig im Güterverkehr bedient und gelegentlich als Museumsbahn genutzt wird.

## Geschichte

### Planung und Bau
Ab 1843 bemühte sich die Stadt Landsberg am Lech um einen Bahnanschluss. Sie schlug vor, die Ludwig-Süd-Nord-Bahn auf dem Abschnitt zwischen Kaufbeuren und Augsburg über Landsberg zu führen. Der Bau der Strecke über Landsberg wäre von der Stadt finanziell unterstützt worden. 1847 beschloss das bayerische Innenministerium die Streckenführung über Buchloe und Schwabmünchen.
1861 kamen wieder Planungen für eine Bahnlinie nach Landsberg auf, als der Bau einer Bahnlinie von München über Buchloe nach Memmingen in Betracht kam. Noch im selben Jahr gründete sich ein Eisenbahnkomitee, das wie die Stadt selber eine Linienführung über Landsberg forderte. Die Planungen der Strecke waren 1863 abgeschlossen. Da der bayerische Staat jedoch keine finanziellen Mittel zur Verfügung hatte, wurde die Verwirklichung verschoben. Dem bayerischen Ministerium wurden daraufhin die finanziellen Vorteile einer möglichen Streckenführung über Kaufering dargelegt, da dort die Lechbrücke günstiger war. Für die Anbindung der Stadt Landsberg war nun nur noch eine Stichbahn von Kaufering aus geplant. Die Königlich Bayerischen Staatseisenbahnen beabsichtigten, den Bahnhof Landsberg an der Sandauer Brücke einzurichten. Die Stadt Landsberg forderte jedoch die Einrichtung des Bahnhofs an der Katharinenbrücke, dadurch würde der Fußweg von der Innenstadt im Gegensatz zur Variante an der Sandauer Brücke verkürzt. Am 24. Oktober 1870 wurde der Bau der Bahnstrecke München–Kaufering–Buchloe und einer Zweigbahn von Kaufering nach Landsberg beschlossen, dabei hatte die Stadt den Bahnhof an der Katharinenbrücke durchgesetzt.

### Eröffnung und Betrieb

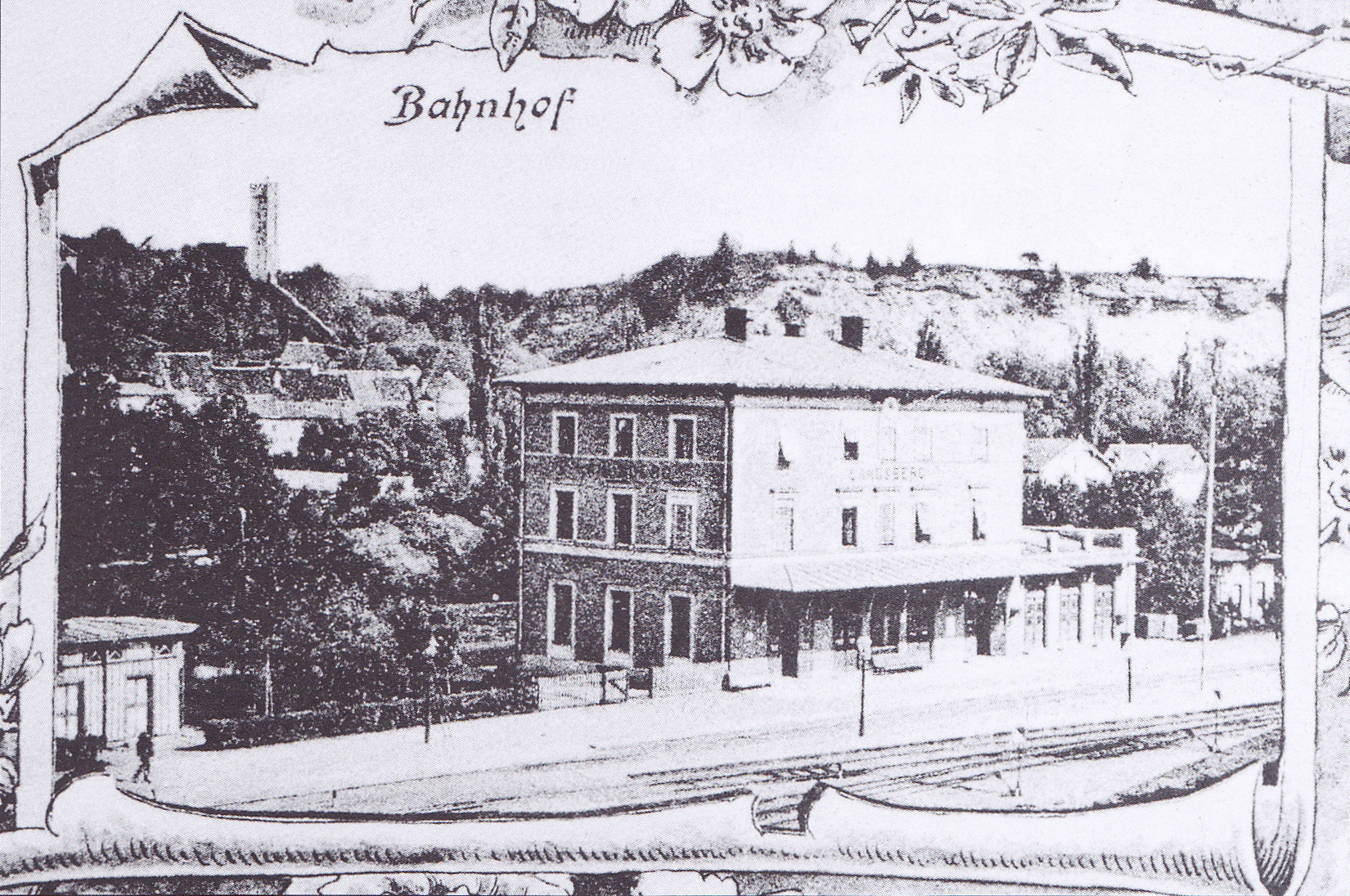
Empfangsgebäude auf einer Postkarte von 1900

Nach zweijähriger Bauzeit wurde am 1. November 1872 der Streckenabschnitt Buchloe–Kaufering–Landsberg in Betrieb genommen. Die Lücke zwischen Kaufering und München wurde am 1. Mai 1873 geschlossen. Nach der Eröffnung des Bahnhofs waren neben dem Bahnhofsgebäude ein Güterschuppen, ein Lokschuppen, eine Wagenremise, ein Wasserhaus und ein Wärterhaus vorhanden. Alle Gebäude waren Ziegelbauten und waren mit Schieferdächern gedeckt. 
Der Bahnhof verfügte über zwei Bahnsteiggleise für den Personenverkehr. Nördlich des Empfangsgebäudes befand sich der über ein eigenes Gleis an eine Gleiswaage angeschlossene Güterschuppen. Gegenüber diesem befanden sich eine Laderampe und die Wagenremise, die über zwei Gleise angeschlossen war. Am südlichen Ende des Bahnhofs, kurz vor dem heutigen Bahnübergang der Katharinenstraße, befand sich eine Drehscheibe, an die ein zweiständiger Lokschuppen angeschlossen war. Ein Weichenwärterhaus befand sich am Ende der Bahnhofsausfahrt in Richtung Kaufering.
1881 erteilte das bayerische Innenministerium die Genehmigung für die Planung der Lokalbahn von Landsberg nach Schongau. Am 16. Mai 1885 verkehrte der erste Güterzug für den Holztransport von Unterdießen nach Landsberg. Am 16. November 1886 wurde die Strecke offiziell eröffnet. Die Inbetriebnahme der neuen Bahnstrecke hatte einige Anpassungen der Gleisanlagen in Landsberg zur Folge, so musste die Drehscheibe für das Streckengleis in Richtung Schongau verschoben werden. Die Wagenremise wurde 1898 abgerissen, da die Wartung der Wagen nun in anderen Bahnhöfen wie Augsburg durchgeführt wurde.
1921 umfassten die Landsberger Bahnanlagen über elf Gleise, zwanzig Weichen und vier Gleisanschlüsse, die zu einem Sägewerk, einer Kohlenhandlung, BayWa und zur Bayerischen Pflugfabrik führten. Im Personenverkehr wurden zwei durchgehende Gleise, die als Gleis 2 und 3 bezeichnet wurden, sowie ein Stumpfgleis, welches als Gleis 1 bezeichnet wurde, genutzt. Außerdem waren sieben Gleise für den Güterverkehr vorhanden, die auch zur Laderampe und zum Güterschuppen führten. Den Lokschuppen am südlichen Ende des Bahnhofs ließ die Deutsche Reichsbahn 1928 abreißen, in Landsberg wurden keine Personenzuglokomotiven mehr stationiert. Im Zweiten Weltkrieg blieb der Bahnhof unversehrt.
Der südlich gelegene einstöckige Anbau des Empfangsgebäudes wurde 1950 erweitert, um für die in Landsberg stationierten US-amerikanischen Soldaten einen weiteren Warteraum zu schaffen. 1950 installierte die Deutsche Bundesbahn in Landsberg ein mechanisches Stellwerk der Bauart Einheit. Hierfür entstand das zweistöckige Befehlsstellwerk am Bahnübergang der Katharinenstraße und ein ebenfalls zweistöckiges Wärterstellwerk an der gegenüberliegenden Bahnhofsausfahrt in Richtung Kaufering.

### Rückbau und Modernisierung
Seit dem 2. Juni 1984 verkehren keine Personenzüge mehr zwischen Landsberg und Schongau, der Betrieb wurde aufgrund zurückgehender Fahrgastzahlen eingestellt. Nach 1984 begann die Deutsche Bundesbahn, die Gleisanlagen in Landsberg zurückzubauen. Die beiden Anschlussgleise zur Kohlenhandlung und zum Sägewerk wurden stillgelegt, der Rückbau betraf auch einige Gütergleise innerhalb des Bahnhofs. Im November 1998 legte die Deutsche Bahn alle Güter- und Rangiergleise still, die Anschlussgleise für Baywa und die Pflugfabrik wurden daraufhin abgebaut. Für den Personen- und Güterverkehr blieben die Gleise 1 und 2 übrig. Gleis 1, welches ein Stumpfgleis ist, dient den Personenzügen in Richtung Kaufering. Gleis 2 dient als Durchgangsgleis für Sonder- und Güterzüge nach Schongau. Die Güter- und Rangiergleise innerhalb des Bahnhofs wurden erst 2005 abgebaut.

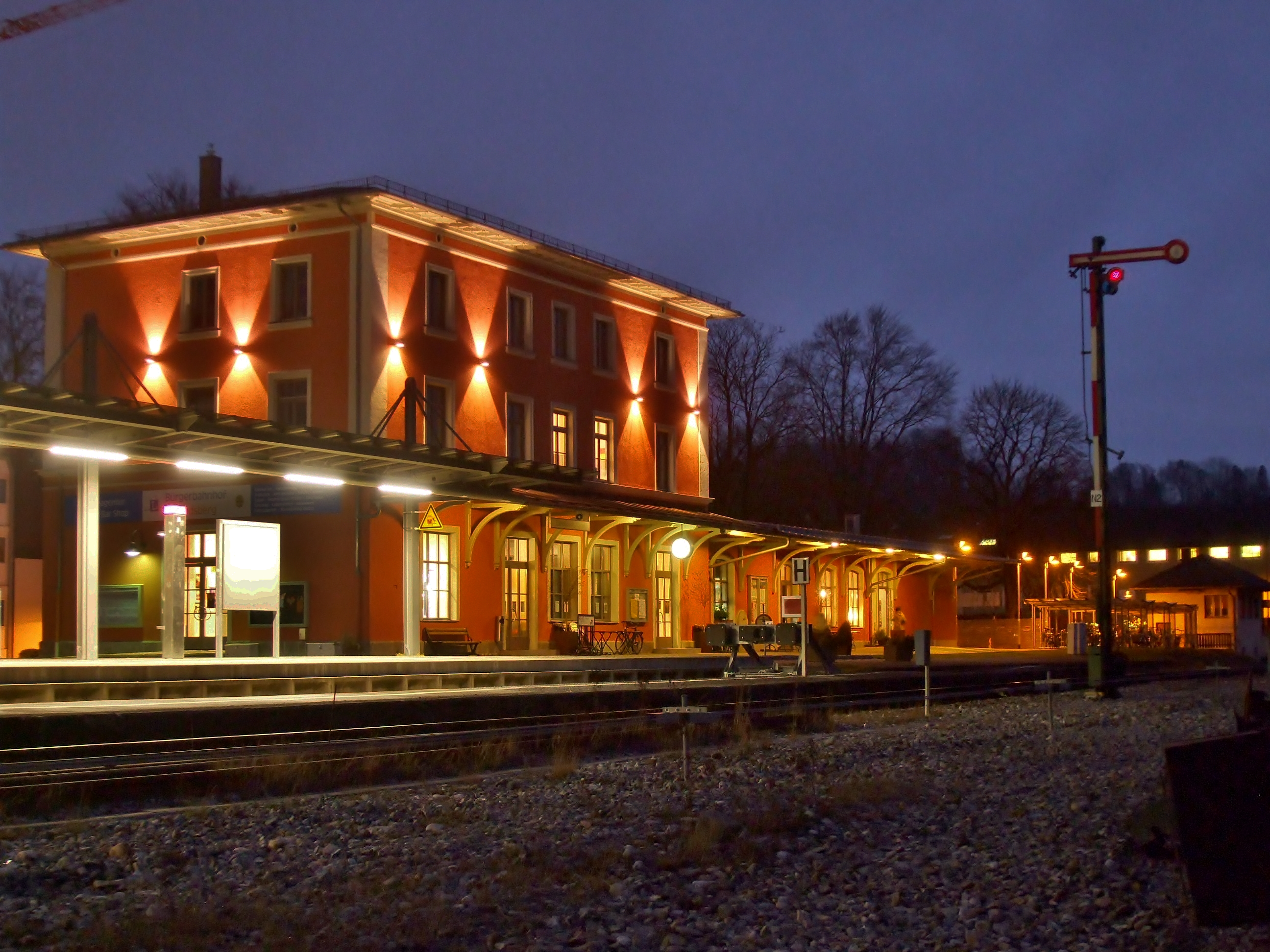
Bahnhofsgebäude in der Nacht (2008)

1999 erfolgte der Abriss des Güterschuppens, um Platz für einen neuen Busbahnhof zu schaffen. Gleichzeitig mit dessen Bau wurde der Bahnsteig am Gleis 1 modernisiert, um eine direkte Umsteigemöglichkeiten zwischen den Bussen und Zügen in Richtung Kaufering zu schaffen. Der neue Busbahnhof mit dem modernisierten Bahnsteig am Gleis 1 wurde im Dezember 2000 in Betrieb genommen. Mit den Baumaßnahmen am Hausbahnsteig wurde auch das Bahnhofsgebäude teilweise renoviert.
2007 wurde der Bahnhof zusammen mit dem Berliner Hauptbahnhof von der „Allianz pro Schiene“ als Bahnhof des Jahres ausgezeichnet. Es wurden neben dem Aufbau der Bus- und Bahnsteige auch die Serviceeinrichtungen im Empfangsgebäude gewürdigt. Der als besondere Serviceleistung herausgestellte Fahrkartenverkauf im Bahnhof wurde Ende März 2018 eingestellt. Fahrkarten sind seitdem noch an Automaten erhältlich. Anfang 2021 wurde die Bahnhofstoilette geschlossen.

## Aufbau

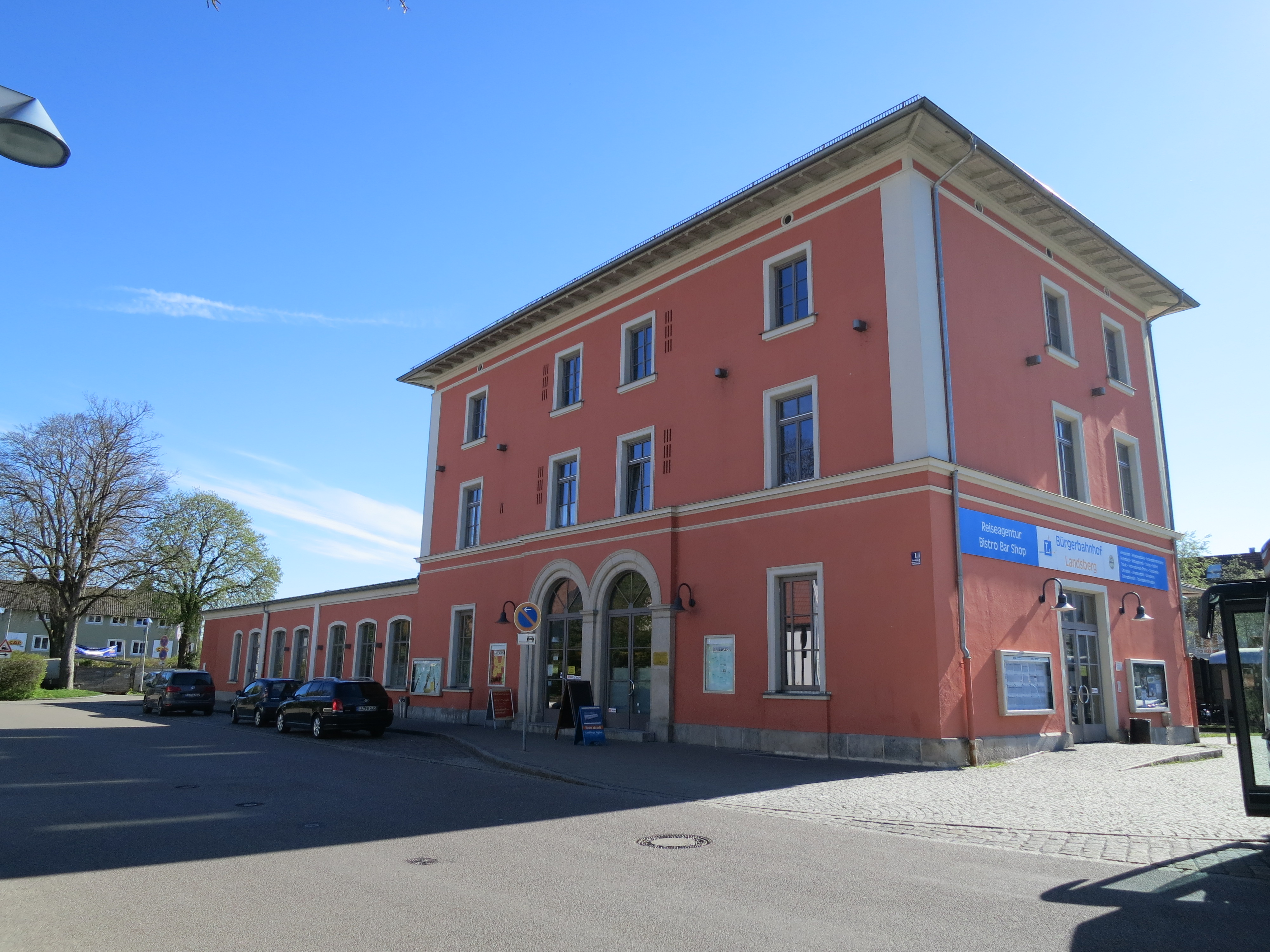
Empfangsgebäude von der Straßenseite (2014)

### Empfangsgebäude
Das Bahnhofsgebäude wurde mit dem Bau der Bahnstrecke nach Kaufering 1872 errichtet. Es war ein dreistöckiger Ziegelbau mit einem schiefergedeckten Walmdach im italienischen Villenstil. Die Türen und Fenster sind symmetrisch angeordnet, im Erdgeschoss befanden sich zwei Warteräume, einer für die erste und zweite und einer für die dritte Klasse, ein Vorraum, der sich am Eingang zur Straßenseite befand, und ein Dienstraum. Im Obergeschoss waren Wohnungen für Bahnbedienstete untergebracht. Auf der Gleisseite war ein Vordach vorhanden. Das Bahnhofsgebäude wurde 1880 durch einen kleinen, einstöckigen Anbau südlich erweitert. Nach mehreren Umbauten erreichte der Anbau 1950 seine heutige Größe, als Warteräume für US-amerikanische Soldaten, die in Landsberg stationiert waren, eingerichtet wurden. 1920 wurde das Bahnhofsgebäude verputzt und weiß gestrichen. Dabei erhielt es auch Fensterläden. Von 1977 bis 1978 wurden die Außenfassaden des Bahnhofsgebäudes von der Deutschen Bundesbahn renoviert, dabei entfielen unter anderem die Sprossenfenster. Der Schalter im Bahnhofsgebäude war bis in die 1990er Jahre geöffnet. 2004 verkaufte die Deutsche Bahn das Empfangsgebäude an einen Mobilitätsdienstleister, der es innerhalb eines Jahres bis März 2005 renovierte. Dabei wurde das Gebäude rot gestrichen und im Erdgeschoss wurden ein Café, ein öffentlich zugänglicher Warteraum und eine Toilette sowie ein Fahrkartenverkauf eingerichtet.

### Gleisanlagen

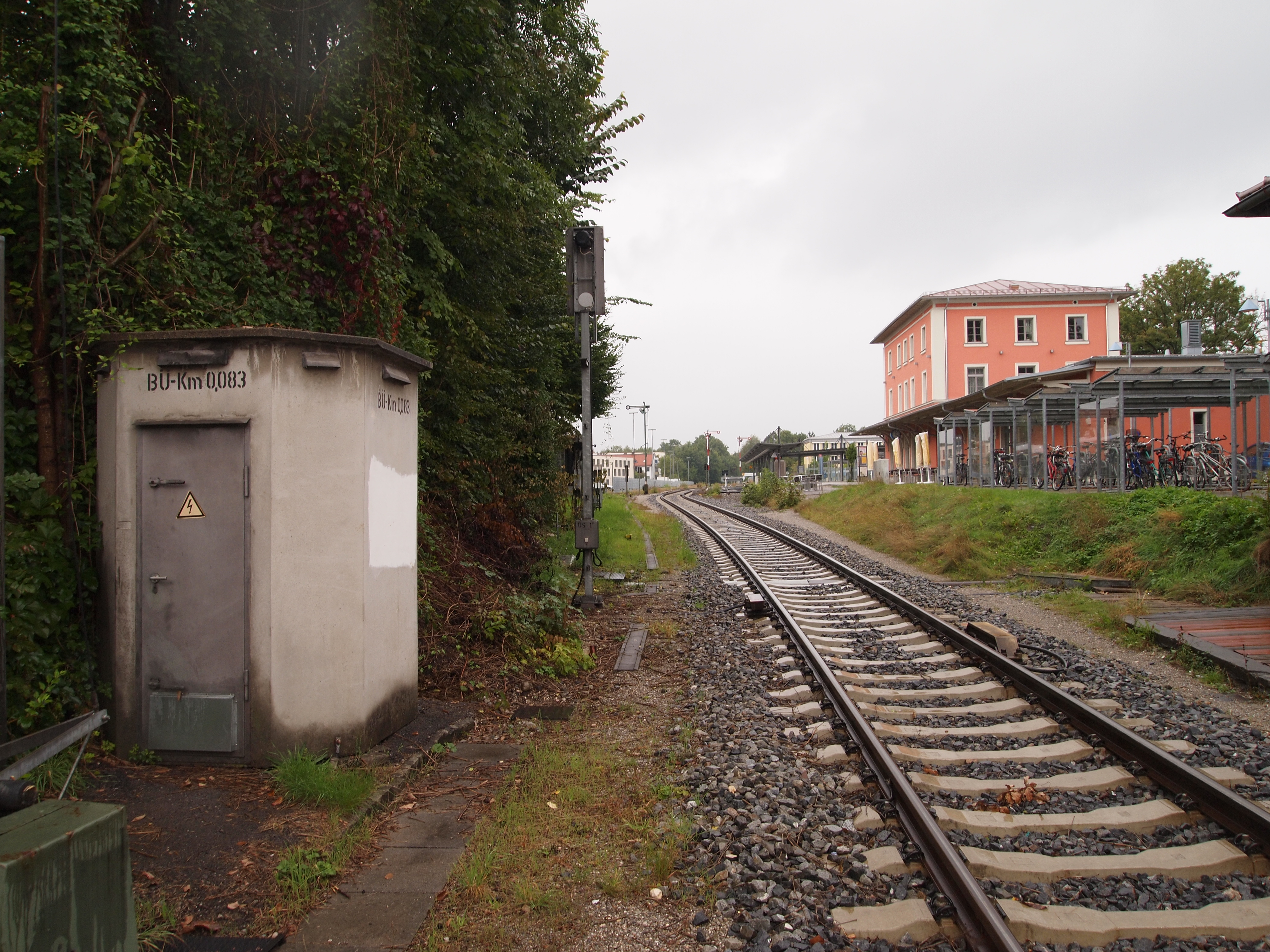
Bahnhofsgebäude und Bahnanlagen vom Bahnübergang an der Katharinenstraße aus gesehen (2012)

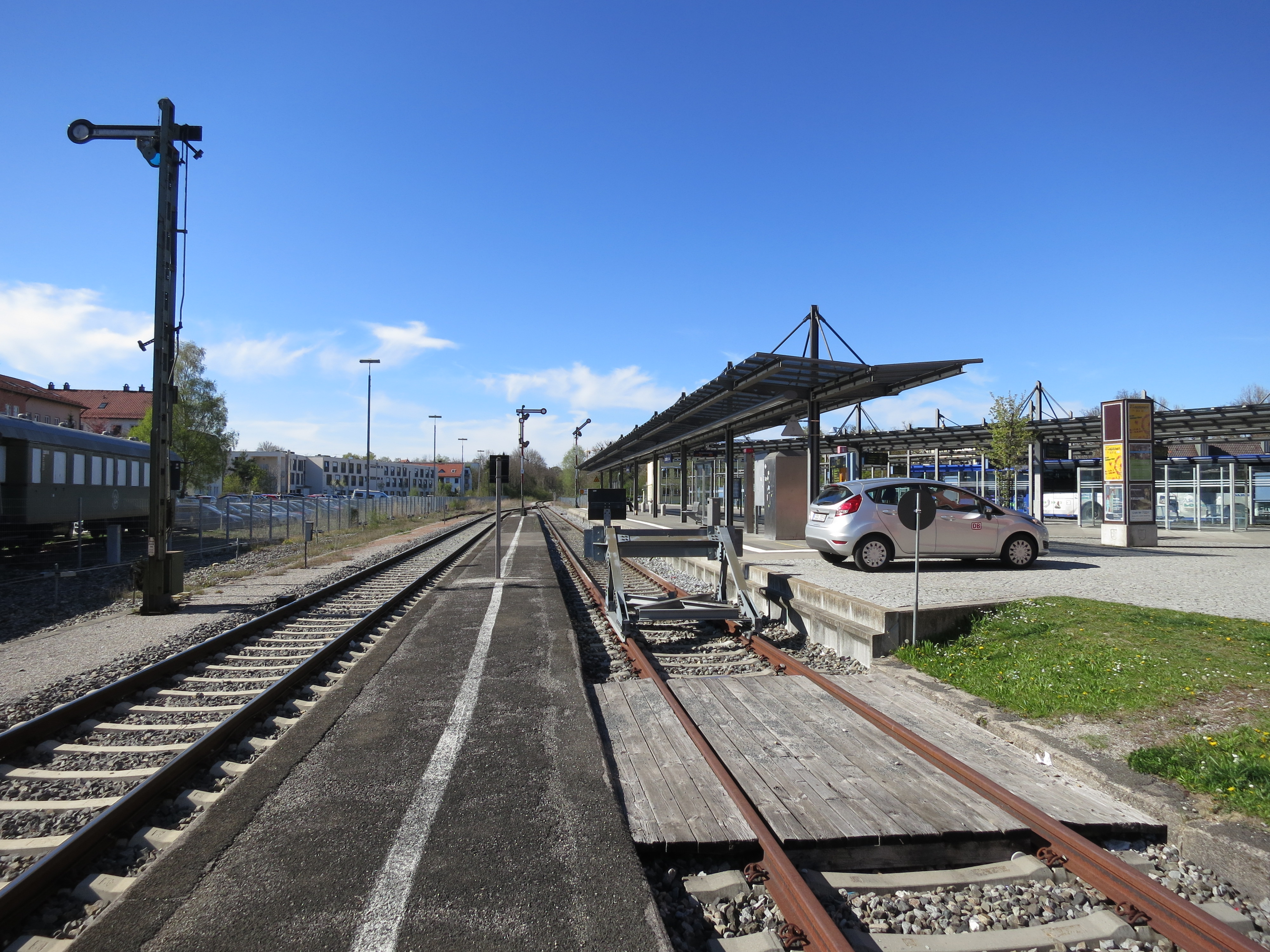
Bahnsteige mit Formsignalen (2014)

Ab 1872 bestanden die Gleisanlagen aus zwei Hauptgleisen, die im Süden an der heutigen Bahnhofsausfahrt in Richtung Schongau in einer Drehscheibe mündeten. Am für den Personenverkehr genutzten Gleis 1 lag der Hausbahnsteig mit dem Empfangsgebäude. Nördlich vom Bahnhofsgebäude schloss sich an das Gleis 1 ein weiteres Stumpfgleis an, welches zu einer Gleiswaage und einem Güterschuppen führte. Westlich von Gleis 2 befanden sich zwei weitere Gleise, die durch die gegenüber vom Güterschuppen stehende Wagenremise führten und ebenfalls in die Drehscheibe mündeten. Nördlich der Remise befand sich eine Ladestraße, die an einem weiteren Stumpfgleis lag. An die Drehscheibe im Süden schloss sich noch ein zweiständiger Lokschuppen an.
Nachdem 1881 die Vizinalbahn nach Schongau in Betrieb gegangen war, wurden Teile der Gleisanlagen umgebaut. Es musste die Drehscheibe für die Bahnhofsausfahrt in Richtung Schongau verschoben werden, außerdem wurde ein weiteres Hauptgleis in Betrieb genommen. Die Wagenremise entfiel 1889, die beiden Gleise, die zu ihr führten, blieben erhalten und dienten als Gleise für Güterzüge. In den darauf folgenden Jahren kamen vier Gleisanschlüsse hinzu. Es wurde ein Gleis zur nahe gelegenen Pflugfabrik, zu einem Sägewerk, zu BayWa und zu einer Kohlenhandlung eingerichtet. Nach 1920 waren elf Gleise vorhanden, von denen drei für den Personenverkehr ausgelegt waren. Sie waren durch 20 Weichen miteinander verbunden, die Drehscheibe entfiel. Den Lokschuppen ließ die Deutsche Reichsbahn 1928 abreißen, die beiden zum Lokschuppen führenden Gleise entfielen.
Bis in die 1990er Jahre wurde wenig an den Gleisanlagen in Landsberg geändert, nur die Anschlüsse zur Kohlenhandlung und zum Sägewerk entfielen. Um 1990 verfügte der Bahnhof Landsberg noch über elf Gleise, wovon ein Stumpfgleis und zwei durchgehende Gleise für den Personenverkehr genutzt wurden. Die Gleise für den Personenverkehr lagen an einem Hausbahnsteig und einem Zwischenbahnsteig. Für den Güterverkehr waren vier durchgehende Gleise und mehrere Stumpfgleise, die zum Güterschuppen und zu den Laderampen führten. Nach dem Rückbau einzelner Gütergleise in den 1990er Jahren legte die Deutsche Bahn im November 1997 alle Gleise bis auf ein durchgehendes und ein Stumpfgleis still. Die stillgelegten Gleisanlagen wurden 2005 abgebaut.
Der Bahnhof hat heute zwei Bahnsteiggleise, wobei das planmäßig genutzte Gleis 1 nur ein Stumpfgleis ist. Der Bahnsteig von Gleis 1 ist barrierefrei ausgebaut, überdacht und verfügt über digitale Zugzielanzeiger. Am durchgehenden Gleis befindet sich ein Zwischenbahnsteig, der nur noch bei Sonderfahrten auf der Fuchstalbahn genutzt wird.
| Gleis | Nutzbare Länge | Bahnsteighöhe | Aktuelle Nutzung                     |
| ----- | -------------- | ------------- | ------------------------------------ |
| 1     | 73 m           | 55 cm         | Regionalbahnen in Richtung Kaufering |

### Stellwerke

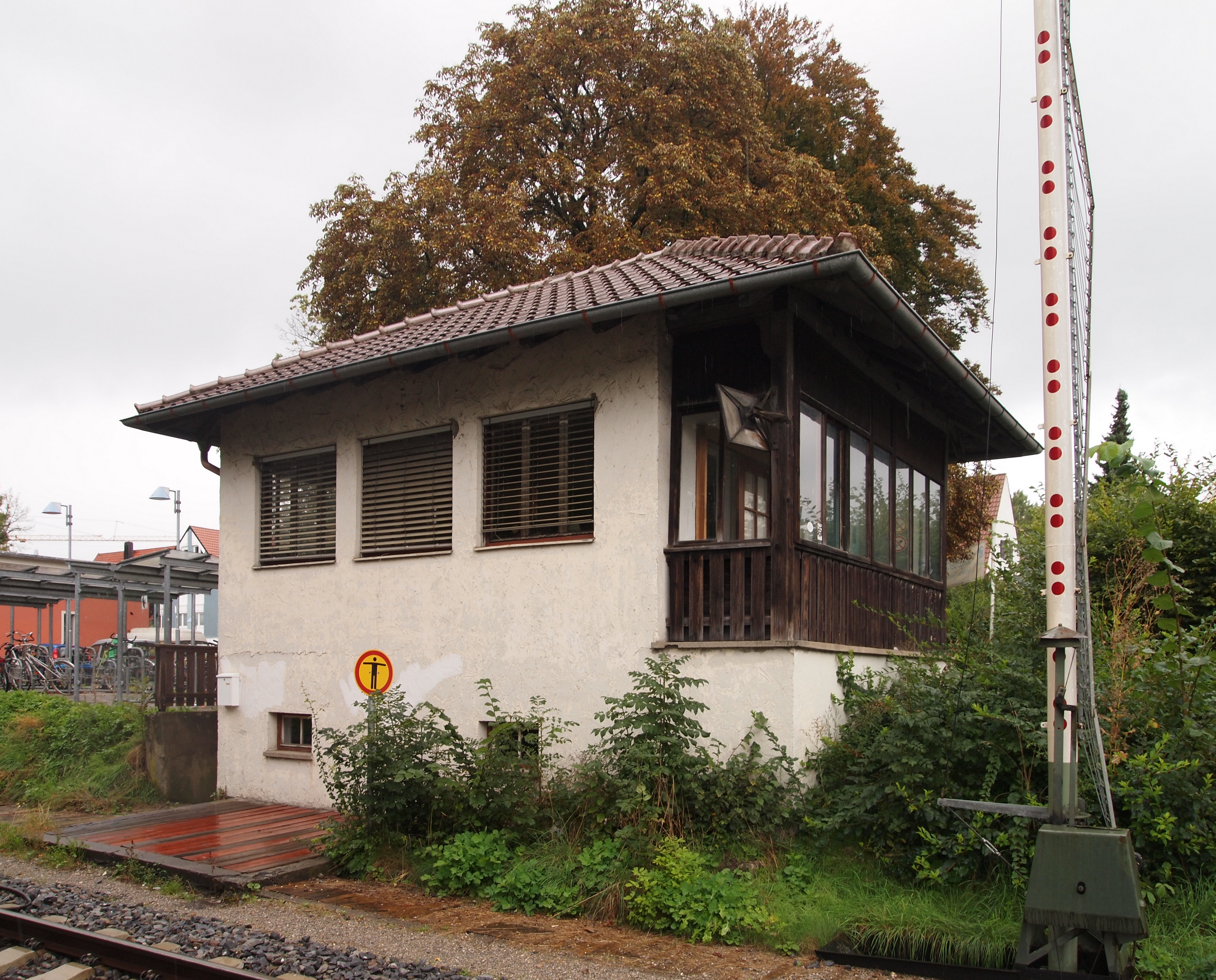
Letztes in Betrieb stehendes Stellwerk (2012)

Der Bahnhof Landsberg wurde seit 1950 durch zwei mechanische Stellwerke gesteuert. Das erste Stellwerk befand sich an der nördlichen Bahnhofsausfahrt in Richtung Kaufering, war ein Wärterstellwerk und in einem zweistöckigen Weichenturm untergebracht. Das zweite Stellwerk befindet sich am Bahnübergang der Katharinenstraße und diente als Befehlsstellwerk, welches sich ebenfalls in einem zweistöckigen Gebäude befindet. Das Wärterstellwerk wurde in den 2000er Jahren mit dem Rückbau fast aller Gleise außer Betrieb genommen. Das Befehlsstellwerk ist bis heute mit einem Fahrdienstleiter besetzt.

## Verkehr

### Personenverkehr
1934 hielten täglich 34 Personenzüge in Landsberg. Es verkehrten 4 Züge von Augsburg über Bobingen, Kaufering und Landsberg nach Schongau, zwischen Augsburg und Landsberg sowie zwischen Landsberg und Schongau verkehrten nochmals jeweils 2 Zugpaare. Von Kaufering nach Landsberg verkehrten zusätzlich 26 Verstärkerzüge, die einen Anschluss an die Bahnstrecke München–Buchloe herstellten. Im Zweiten Weltkrieg wurden alle Verstärkerzüge zwischen Landsberg und Kaufering gestrichen. 1945 bedienten noch 12 Personenzüge täglich den Bahnhof. 3 Zugpaare verkehrten von Augsburg über Kaufering nach Landsberg, die anderen 3 von Landsberg nach Schongau. Nach dem Zweiten Weltkrieg stieg das Verkehrsaufkommen wieder an, sodass bald wieder zusätzliche Züge zwischen Landsberg und Kaufering eingeführt wurden. Die Zahl der Reisenden auf dem Abschnitt von Schongau nach Landsberg sank hingegen, sodass der Personenverkehr 1984 eingestellt wurde. 1986 bedienten circa 20 Zugpaare den Bahnhof, 6 Züge fuhren ab Kaufering weiter über Bobingen nach Augsburg.

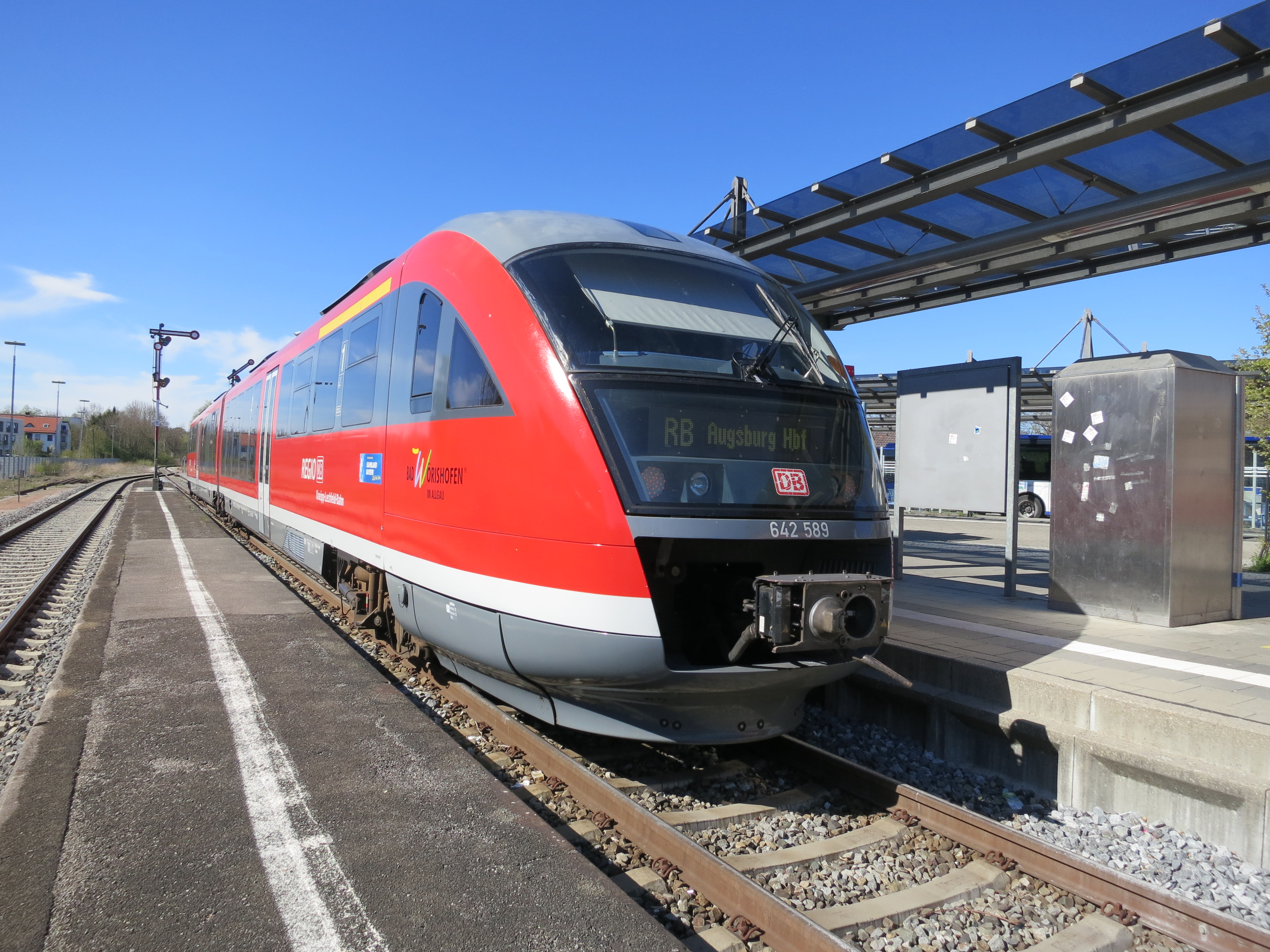
Triebwagen der Baureihe 642 am Hausbahnsteig des Bahnhofs (2014)

Der Bahnhof Landsberg wurde seit Betriebsbeginn des Dieselnetzes Augsburg 1, welches die damalige DB Regio Allgäu-Schwaben in einer Ausschreibung gewann, im Dezember 2007 im Halbstundentakt von der Regionalbahn-Linie RB 69 Kaufering–Augsburg bedient, wobei nur jeder zweite Zug über Kaufering hinaus nach Augsburg verkehrt. Täglich fahren planmäßig etwa 35 Nahverkehrszüge in Landsberg (Lech) ab. Die Züge verkehren mit Dieseltriebwagen der Baureihe 642. Seit Dezember 2018 hat die Bayerische Regiobahn die Bedienung übernommen, sie setzt Züge des Typs Alstom Coradia LINT ein.
An den Bussteigen auf dem Bahnhofsvorplatz halten 5 Stadtbuslinien sowie 16 Regionalbuslinien.

### Güterverkehr

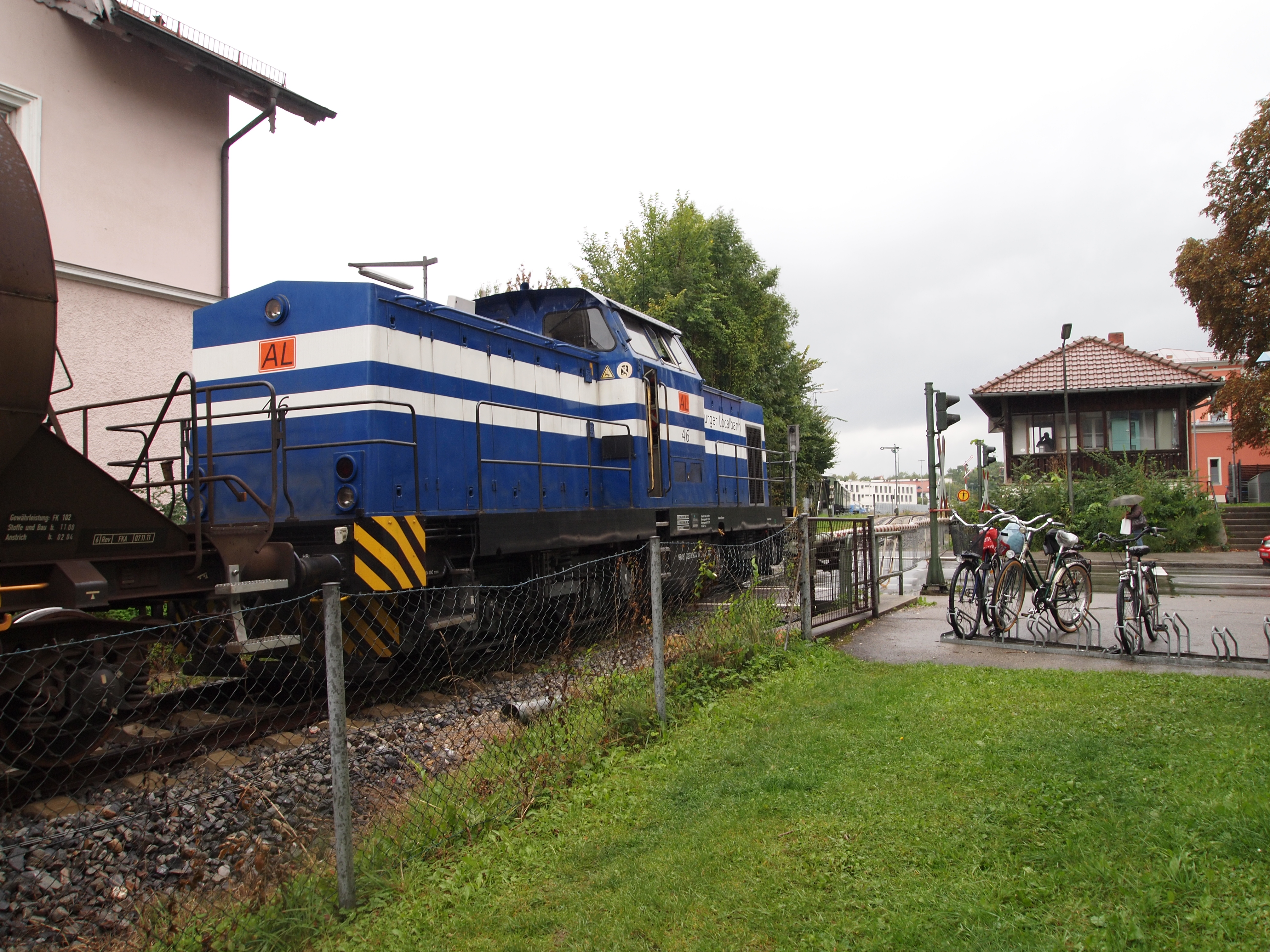
Güterzug der Augsburger Localbahn in Landsberg (2012)

Der Bahnhof hatte eine große Bedeutung im Güterverkehr. In den 1920er Jahren gab es neben den fast 15 für den Güterverkehr vorgesehenen Gleisen 4 Gleisanschlüsse. Die Anschlussgleise führten zu einer BayWa-Ladehalle, einer Pflugfabrik, einer Kohlenhandlung und einem Sägewerk, welches für ein großes Güteraufkommen verantwortlich war. 
Bis in die 1980er Jahre wurden alle Anschlussgleise bis auf jenes zur BayWa-Ladehalle stillgelegt. Um 1985 wurde auch der letzte Gleisanschluss geschlossen und auch der Stückgutverkehr, der über den Güterschuppen und die Laderampe abgewickelt wurde, eingestellt. Die ehemaligen Gleisanlagen für den Güterverkehr wurden in den 1990er Jahren demontiert. Mit Stand Ende 2022 wird der Bahnhof von einzelnen Güterzügen durchfahren, die über die Fuchstalbahn nach Schongau verkehren (bis 2019 seitens der Augsburger Localbahn, seither der DB Cargo).